# Giải L'Oréal-UNESCO cho phụ nữ trong khoa học

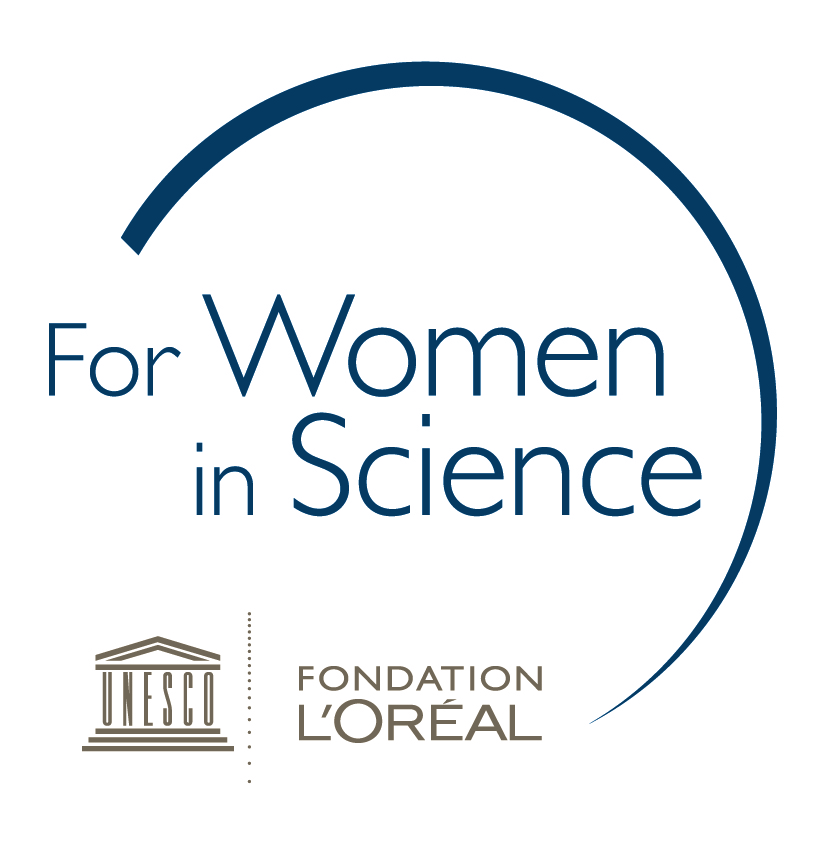
Chương trình L'Oréal-UNESCO cho phụ nữ trong khoa học

Giải L'Oréal-UNESCO cho phụ nữ trong khoa học (tiếng Anh: L'Oréal-UNESCO Awards for Women in Science) là một giải thưởng được thiết lập năm 1998 nhằm mục đích thăng tiến vị trí của phụ nữ trong khoa học bằng việc công nhận những thành tựu xuất sắc của các nữ khoa học gia trong nghiên cứu khoa học.
Giải này là kết quả của sự hợp tác giữa Công ty mỹ phẩm L'Oréal của Pháp và Tổ chức Giáo dục, Khoa học và Văn hóa Liên Hợp Quốc (UNESCO) với khoản tiền thưởng là 100.000 đô la Mỹ cho mỗi người đoạt giải.
Hàng năm, một ban giám khảo quốc tế luân phiên giữa khoa học đời sống và khoa học vật liệu sẽ tuyển chọn một người đoạt giải từ những khu vực sau đây:
- châu Phi và vùng Trung Đông.
- châu Á – Thái Bình Dương
- châu Âu
- châu Mỹ Latinh và vùng Caribe
- Bắc Mỹ (từ năm 2000)

Ngoài giải thưởng này, L’Oréal và UNESCO cũng lập ra Quỹ Học bổng quốc tế UNESCO-L'Oréal (UNESCO-l’Oréal International Fellowships), với khoản học bổng là 40.000 đô la Mỹ trong 2 năm cho 15 nữ khoa học gia trẻ trong các dự án nghiên cứu đầy hứa hẹn.

## Những người đoạt giải
| Năm  | Châu Phi                  | Châu Á – Thái Bình Dương | Châu Âu                   | châu Mỹ Latinh và vùng Caribe      | Bắc Mỹ                       |
| ---- | ------------------------- | ------------------------ | ------------------------- | ---------------------------------- | ---------------------------- |
| 2014 | Secenet Kelemu            | Kayo Inaba               | Brigitte Kieffer          | Cecilia Bouzat                     | Laurie Glimcher              |
| 2013 | Francisca Nneka Okeke     | Reiko Kuroda             | Pratibha Gai              | Marcia Barbosa                     | Deborah Jin                  |
| 2012 | Jill Farrant              | Ingrid Scheffer          | Frances Ashcroft          | Susana López                       | Bonnie Bassler               |
| 2011 | Faiza Al-Kharafi          | Vivian Yam               | Anne L’Huillier           | Silvia Torres-Peimbert             | Jillian Banfield             |
| 2010 | Rashida El Ridi           | Lourdes J. Cruz          | Anne Dejean-Assémat       | Alejandra Bravo                    | Elaine Fuchs                 |
| 2009 | Tebello Nyokong           | Akiko Kobayashi          | Athene Donald             | Beatriz Barbuy                     | Eugenia Kumacheva            |
| 2008 | Lihadh Al-Gazali          | V. Narry Kim             | Ada Yonath                | Ana Belén Elgoyhen                 | Elizabeth Blackburn          |
| 2007 | Ameenah Gurib-Fakim       | Margaret Brimble         | Tatiana Birshtein         | Ligia Gargallo                     | Mildred Dresselhaus          |
| 2006 | Habiba Bouhamed Chaabouni | Jennifer Graves          | Christine Van Broeckhoven | Esther Orozco                      | Pamela Bjorkman              |
| 2005 | Zora Ben Lakhdar          | Fumiko Yonezawa          | Dominique Langevin        | Belita Koiller                     | Myriam P. Sarachik           |
| 2004 | Jennifer Thomson          | Nancy Ip                 | Christine Petit           | Lucia Mendonca Previato            | Philippa Marrack             |
| 2003 | Karimat El-Sayed          | Fang-hua Li              | Ayse Erzan                | Mariana Weissmann                  | Johanna M. H. Levelt Sengers |
| 2002 | Nagwa Meguid              | Indira Nath              | Mary Osborn               | Anna Maria Lopez Colome            | Shirley M. Tilghman          |
| 2001 | Adeyinka Gladys Falusi    | Suzanne Cory             | Anne McLaren              | Mayana Zatz                        | Joan Argetsinger Steitz      |
| 2000 | Valerie Mizrahi           | Tsuneko Okazaki          | Margarita Salas           | Eugenia Maria Del Pino Veintimilla | Joanne Chory                 |
| 1998 | Grace Oladunni L. Taylor  | Myeong Hee-Yu            | Pascale Cossart           | Gloria Montenegro                  | không                        |

## Những người đoạt giải L'Oréal-UNESCO Việt Nam
Ngoài giải thưởng quốc tế, từ năm 2009, L'Oréal Việt Nam và UNESCO cũng trao giải thưởng Nhà Khoa học nữ xuất sắc cấp quốc gia L'Oréal - UNESCO “Vì sự phát triển phụ nữ trong khoa học” cho các nhà khoa học nữ trong nước có đóng góp quan trọng cho sự tiến bộ của khoa học Việt Nam.

### 2019[6]
1. PGS. TS. Hồ Thị Thanh Vân - Trưởng phòng Khoa học Công nghệ và Quan hệ Đối ngoại, trường Đại học Tài nguyên và Môi trường, TP HCM
2. TS. Trần Thị Hồng Hạnh – nghiên cứu viên chính, Viện Hóa sinh biển, Viện Hàn Lâm Khoa học & Công nghệ Việt Nam
3. TS. Phạm Thị Thu Hà – Phó Viện Trưởng Viện Nghiên cứu di truyền và giống, Đại học Tôn Đức Thắng, TP HCM

### 2017[7]
1. PGS.TS.Nguyễn Thị Hoài, Trưởng Khoa Dược, Đại học Y Dược Huế
2. TS.Trần Thị Ngọc Dung, Trưởng Phòng Công nghệ Thân thiện với môi trường, Viện Công nghệ môi trường, Viện Hàn lâm KHCNVN

### 2016[8]
1. GS.TS Nguyễn Thị Lang, Trưởng phòng Công nghệ sinh học ĐH An Giang và ĐH Cửu Long, Giáo sư Bộ môn Di truyền và chọn giống cây trồng, Viện lúa Đồng bằng sông Cửu Long
2. TS Nguyễn Thị Mùa, Phòng Nghiên cứu khoa học - công nghệ và kiểm định phương tiện phòng cháy chữa cháy và cứu nạn, cứu hộ thuộc Cục Cảnh sát Phòng cháy chữa cháy và cứu nạn, cứu hộ- Bộ Công an.

### 2015[9]
1. ThS.Bs Hồ Phạm Thục Lan, chuyên khoa II Bệnh viện Nhân Dân 115, Giảng viên Đại học Y Phạm Ngọc Thạch (TP Hồ Chí Minh)
2. TS Phạm Thị Kim Trang - Phó Giám đốc Trung tâm Nghiên cứu Công nghệ Môi trường và Phát triển Bền vững (CETASD), Trường ĐH Khoa học tự nhiên (Đại học Quốc gia Hà Nội)
3. PGS, TS Nguyễn Lan Hương - Nghiên cứu viên – Phó Phòng Hợp tác Quốc tế (Đại học Thủy lợi Hà Nội)

Từ năm 2014 trở về trước, tiền thân của giải thưởng Nhà khoa học nữ xuất sắc là chương trình học bổng nghiên cứu L'Oréal- UNESCO Vì sự phát triển Phụ nữ trong khoa học

### 2013[10]
1. TS. Vũ Thị Hạnh Thu (giảng viên khoa Vật lý - Vật lý kỹ thuật, Đại học Khoa học Tự nhiên TP.HCM) với đề tài “Nghiên cứu về loại vật liệu màng mỏng có khả năng diệt vi khuẩn trên bề mặt sẽ giúp chế tạo ra một loại vật liệu màng mỏng khoảng 400 - 500mm nhưng có khả năng làm sạch bề mặt vật liệu và chống đọng nước bề mặt trên kính thủy tinh”
2. TS. Trần Hà Phương Liên (giảng viên Đại học Quốc tế - Đại học Quốc gia TP. HCM) với đề tài “Nghiên cứu làm tăng hiệu quả điều trị ung thư bằng việc kết hợp fucoidan và các thuốc kháng ung thư khó tan để tạo các hạt nano”
3. TS. Trần Thị Thu Thủy (Phó trưởng phòng Hóa sinh hữu cơ, Viện Hóa học các hợp chất thiên nhiên, Viện Hàn lâm Khoa học và Công nghệ Việt Nam) với đề tài “Nghiên cứu phương pháp tổng hợp Erlotinnib hydrochloride dùng làm thuốc sinh học thế hệ mới điều trị ung thư và khả năng triển khai ứng dụng”

### 2012[11]
1. TS Hà Phương Thư (Viện khoa học công nghệ Việt Nam) với đề tài đề tài “Nghiên cứu về quy trình chế tạo và đánh giá hiệu quả của hệ dẫn thuốc hướng đích cấu trúc nano lên tế bào ung thư”
2. TS Nguyễn Thị Vân Trang (Viện vệ sinh dịch tễ) với đề tài “Nghiên cứu chế tạo kháng thể đặc hiệu một số genotype của norovirus và ứng dụng trong kỹ thuật Elisa phát hiện kháng nguyên virus này”
3. TS Nguyễn Thị Thanh Xuân (Đại học Bách khoa Đà Nẵng) với đề tài đề tài “Nghiên cứu mô hình nuôi trồng vi tảo tạo nguồn sinh khối ứng dụng trong sản xuất nhiên liệu sinh học”

### 2011[12]
1. TS Trần Vân Khánh, Đại học Y Hà Nội với nghiên cứu liệu pháp điều trị bệnh loạn dưỡng cơ Duchenne
2. TS Hoàng Thị Bích Thảo, Đại học Nông lâm Thái Nguyên với nghiên cứu phát triển cao lươơng ngọt cao sản trên vùng trung du miền núi phía Bắc Việt Nam làm nguyên liệu sản xuất ethanol sinh học
3. TS Ứng Thị Diệu Thúy, Viện Khoa học Vật liệu thuộc Viện Khoa học Công nghệ Việt Nam với đề án chế tạo và nghiên cứu các quá trình quang điện tử trong chấm lượng tử cấu trúc loại II định hướng ứng dụng trong pin mặt trời

### 2010[13]
1. TS. Đinh Thị Mai Thanh – nghiên cứu viên Phòng Ăn mòn và Bảo vệ kim loại, Viện Kỹ thuật Nhiệt đới (Viện Khoa học và Công nghệ Việt Nam) với đề án "Tổng hợp điện hóa vật liệu nacocomposit Pb02TiO2 trên thép không gỉ 304 ứng dụng trong xử lý nước thải công nghiệp"
2. TS. Đoàn Thị Mai Hương, Phó trưởng phòng Tổng hợp Hữu cơ Viện Hóa sinh Biển (Viện Khoa học và Công nghệ Việt Nam) với đề án "Phát hiện các hợp chất có tính sinh học từ hai loài thực vật Macaranga (Euphorbiaceae) họ thầu dầu ở Việt Nam"
3. TS. Nguyễn Thị Vân Anh - Giảng viên, trưởng bộ môn Nano Sinh học, Khoa Sinh (ĐH Khoa học Tự nhiên Hà Nội) với đề án "Phát triển bào tử Bacillus trên cơ sở tương tác"STREPTAVIDIN-BIOTIN": Công cụ mới cho chẩn đoán và dẫn thuốc tới đích"

### 2009[14]
1. TS Đặng Thị Phương Thảo -  giảng viên, Trưởng Bộ Môn Công Nghệ Sinh Học Phân Tử và Môi Trường, thuộc Khoa Sinh - Trường Đại Học Khoa Học Tự Nhiên TP.HCM. với đề tài "Sử dụng mô hình ruồi giấm Drosophila để nghiên cứu vai trò của Protein UCL-L1 đối với bệnh Parkinson"
2. TS Nghiêm Thị Hà Liên, Viện Vật Lý thuộc Viện Khoa Học và Công Nghệ Việt Nam với đề án "Chế tạo và nghiên cứu các đặc trưng quang học của hạt vàng gắn kết kháng thể tái tổ hợp đặc hiệu HER2 nhằm ứng dụng trong việc là băng thử phát hiện nhanh bệnh ung thư vú"
3. TS Lê Thị Phương Quỳnh với đề án "Nghiên cứu những biến đối toàn cầu dựa trên mô hình địa phương, lưu vực sông Hồng ở Việt Nam"